# París-Tours 1936
La París-Tours 1936 fue la 31.ª edición de la clásica París-Tours. Se disputó el 3 de mayo de 1936 y el vencedor final fue el belga Gustave Danneels, que se impuso al sprint a sus dos compañeros de escapada, el francés Fernand Mithouard y el también belga Jules Coelaert. De esta manera, Daneels gana esta carrera por segunda vez esta carrera.

## Clasificación general[3]
|    | Ciclista          | Equipo        | Tiempo    |
| -- | ----------------- | ------------- | --------- |
| 1  | Gustave Danneels  |               | 6h 03'17" |
| 2  | Fernand Mithouard |               | m.t.      |
| 3  | Jules Coelaert    |               | m.t.      |
| 4  | René Le Grevès    |               | a 5'14"   |
| 5  | Georges Speicher  |               | m.t.      |
| 6  | Jean Aerts        |               | m.t.      |
| 7  | Louis Thiétard    |               | m.t.      |
| 8  | Jules Rossi       | Alcyon-Dunlop | m.t.      |
| 9  | Raymond Louviot   |               | m.t.      |
| 10 | André Leducq      |               | m.t.      |